# Cappuccetto Rosso (film 1960)
Cappuccetto Rosso (La Caperucita roja) è un film messicano del 1960 diretto da Roberto Rodríguez, con María Gracia e Manuel 'Loco' Valdés, tratto dall'omonima fiaba di Charles Perrault e dei fratelli Grimm.
A seguito del successo del film in patria, l'attrice bambina María Gracia, nota come "La Niña Mexico", prese parte ad altri due film nei panni di Cappuccetto Rosso: Caperucita y Pulgarcito contra los monstruos (1961) e Caperucita y sus tres amigos (1962).

## Trama
In un ridente villaggio vegliato dalla Fatina delle nebbie e suo figlio (una rielaborazione fiabesca della Madonna e Gesù bambino), vive spensierata Cappuccetto Rosso in compagnia della mamma e della loro pappagalla. Finché un giorno non si stabilisce nel bosco adiacente al villaggio un lupo feroce accompagnato da un puzzolone suo tirapiedi. Durante una sagra contadina il lupo mette gli occhi addosso alla bambina e decide di catturarla per farne il suo pasto. Inizierà così a pedinarla con l'aiuto del suo compare, seguendola anche nel bosco fino alla casa della nonna della bambina. Ma Cappuccetto Rosso grazie alla sua bontà e purezza d'animo riuscirà a debellare la maledizione del demonio che aleggia sul bosco e a rendere mansueto il lupo, facendo così tornare la pace nella vallata.

## Distribuzione

### Date di uscita
- 5 maggio 1960 in Messico (La Caperucita roja)
- 1962 negli Stati Uniti (in lingua originale) (La Caperucita roja)
- 5 aprile 1962 in Spagna (La Caperucita roja)
- 1963 negli Stati Uniti (doppiaggio inglese) (Little Red Riding Hood)
- febbraio 1975 in Italia[1] (Cappuccetto Rosso)